# Anna Hall
Anna Hall (* 23. März 2001 in Denver, Colorado) ist eine US-amerikanische Leichtathletin, die sich auf den Siebenkampf spezialisiert hat. Zudem ist sie eine Hürdenläuferin. Bei Weltmeisterschaften gewann sie 2022 eine Bronzemedaille und 2023 eine Silbermedaille im Siebenkampf.

## Sportliche Laufbahn
Anna Hall wuchs in Highlands Ranch in Colorado auf und sammelte 2018 erste Erfahrungen bei internationalen Meisterschaften, als sie bei den U20-Weltmeisterschaften in Tampere mit 5655 Punkten den neunten Platz im Siebenkampf belegte. Im Jahr darauf siegte sie mit 5847 Punkten bei den Panamerikanischen-U20-Meisterschaften in San José und begann anschließend ein Studium an der University of Georgia in Athens.
Nach zwei Jahren wechselte sie an die University of Florida in Gainesville und wurde 2022 NCAA-Collegemeisterin im Siebenkampf. Zudem siegte sie 2021 und 2022 im Hallenfünfkampf. Zudem startete sie im Juli bei den Weltmeisterschaften im heimischen Eugene und gewann dort mit 6755 Punkten die Bronzemedaille hinter der Belgierin Nafissatou Thiam und Anouk Vetter aus den Niederlanden.
Im Februar 2023 verbesserte Hall bei den US-Hallenmeisterschaften in Albuquerque den Nordamerikarekord im Fünfkampf auf 5004 Punkte und schrammte damit nur wenige Punkte am Weltrekord vorbei
Ende Mai siegte sie mit 6988 Punkten überlegen in Österreich beim Mehrkampf-Meeting Götzis und kurz darauf wurde sie bei der Golden Gala Pietro Mennea in 54,42 s Zweite über 400 Meter Hürden.
Im August reiste sie als Topfavoritin zu den Weltmeisterschaften in Budapest, musste sich dort aber in einer knappen Entscheidung der Britin Katarina Johnson-Thompson geschlagen geben. Im Jahr darauf nahm sie an den Olympischen Sommerspielen in Paris teil und wurde dort mit 6615 Punkten Fünfte.
In den Jahren von 2022 bis 2024 wurde Hall US-amerikanische Meisterin im Siebenkampf. Zudem wurde sie 2023 Hallenmeisterin im 400-Meter-Lauf sowie im Fünfkampf.
Die 24-jährige US-Amerikanerin stellte im Juni 2025 beim Mehrkampf-Meeting Götzis im Siebenkampf mit 7032 Punkten nicht nur einen neuen Meetingrekord auf, sondern schob sich in der ewigen Weltbestenliste des Siebenkampfes auf Rang zwei – gleichauf mit Carolina Klüft aus Schweden.

## Persönliche Bestleistungen
- 400 Meter: 50,82 s, 9. Juni 2023 in Paris
  - 400 Meter (Halle): 51,03 s, 18. Februar 2023 in Albuquerque
- 800 Meter: 2:01.23 min, 1. Juni 2025 in Götzis (Neuer Weltrekord)[4]
- 100 m Hürden: 12,75 s, 27. Mai 2023 in Götzis
  - 60 m Hürden (Halle): 8,04 s, 16. Februar 2023 in Albuquerque
- 400 m Hürden: 54,42 s, 2. Juni 2023 in Florenz
- Speerwurf: 45,99 m, 9. August 2024 in Saint-Denis
- Siebenkampf: 7032 Punkte, 1. Juni 2025 in Götzis (Weltzweitbeste aller Zeiten gleichauf mit Carolina Klüft, hinter Jackie Joyner-Kersee)[5]
  - Fünfkampf (Halle): 5004 Punkte, 16. Februar 2023 in Albuquerque (Nordamerikarekord)